# Nampalys Mendy
Nampalys Mendy (* 23. Juni 1992 in La Seyne-sur-Mer) ist ein senegalesisch-französischer Fußballspieler. Er ist der Cousin von Bafétimbi Gomis und auch in derselben Stadt geboren. Aufgrund seiner Statur und Spielweise wird er spätestens seit seiner Zeit in Monaco von Trainern und Journalisten mit dem früheren französischen Starspieler Claude Makélélé verglichen.

## Vereinskarriere

### AS Monaco
Während seiner Jugend spielte Nampalys Mendy für verschiedene Vereine in Toulon, der Nachbarstadt seines Geburtsortes La Seyne-sur-Mer. In der Jugend von Sporting Toulon wurde er im Jahr 2007 von Didier Christophe, einem ehemaligen französischen Nationalspieler und zu diesem Zeitpunkt für die AS Monaco tätigem Scout, entdeckt und für deren Nachwuchsmannschaft verpflichtet.
Nachdem er zunächst für die Jugendmannschaften und die Reserve der Monegassen zum Einsatz gekommen war, unterschrieb der junge Mendy im April 2010 seinen ersten Profivertrag. Unter Trainer Guy Lacombe hatte der defensive Mittelfeldspieler regelmäßig einen Platz in der Startelf. Bereits am ersten Spieltag der Saison 2010/11 debütierte er beim 0:0-Unentschieden gegen Olympique Lyon über die vollen 90 Minuten. Doch Monaco spielte nicht erfolgreich und wechselte im Januar 2011 seinen Trainer. Unter dem neuen Chefcoach Laurent Banide kam Nampalys Mendy nur noch zu zwei weiteren Einsätzen bis zum Ende der Saison. Den Abstieg konnten die Monegassen nicht mehr verhindern und mussten somit den Gang in die Ligue 2 antreten. Im September 2011 musste Banide Monaco nach sechs sieglosen Spieltagen seit Saisonbeginn verlassen und wurde durch den neuen Trainer und früheren Stürmer Marco Simone ersetzt. Sowohl unter Banide als auch unter dem Italiener Simone erhielt Mendy in der Saison 2011/12 seinen Stammplatz zurück und kam in 28 Ligaspielen zum Einsatz.
Vom zwischenzeitlich neuen Vereinspräsidenten Dmitri Rybolowlew wurde für die Saison 2012/13 Claudio Ranieri als neuer Trainer vorgestellt. Auch Ranieri setzte auf den jungen Franzose und ließ ihn 32-mal in der Liga auflaufen. Am Ende der Saison stieg Monaco als Meister der Ligue 2 nach zwei Jahren Abstinenz wieder in die Ligue 1 auf. Im Mai 2013 teilte Mendy seinem Verein mit, dass er seinen Vertrag in Monaco nicht verlängern und den Klub am Saisonende verlassen wird.

### OGC Nizza
Der Transfer hatte sich in den Monaten zuvor bereits angedeutet. Allen Anfragen europäischer Spitzenklubs zum Trotz entschied sich Mendy für den Ligakonkurrenten OGC Nizza aus Monacos Nachbarstadt.

## Nationalmannschaft
Nampalys Mendy spielte für nahezu alle französischen Nachwuchsnationalmannschaften. So gehörte er beispielsweise zum Kader der Franzosen bei der U-17-Fußball-Europameisterschaft 2009 in Deutschland. Dort schied sein Land jedoch bereits in der Vorrunde aus und Mendy kam nur im ersten Gruppenspiel gegen die Schweiz (1:1) zum Einsatz. Für die U-19-Nationalmannschaft wurde er im Oktober 2010 während der ersten Qualifikationsrunde für die U-19-Fußball-Europameisterschaft 2011 in allen drei erfolgreichen Gruppenspielen über die volle Distanz eingesetzt. Daran änderte sich auch in der zweiten Qualifikationsrunde im Mai 2011 nichts. Die Franzosen verloren aber ihr zweites Gruppenspiel gegen die Vertretung aus Griechenland und qualifizierten sich somit nicht für das Finalturnier. Für Mendy waren es die letzten Einsätze in der U-19. Beim Turnier von Toulon 2013 erreichte er mit der U-20-Nationalmannschaft den dritten Platz und wurde in allen Spielen der Franzosen eingesetzt. Für die U-21-Auswahl absolvierte der Mittelfeldspieler in den Jahren 2010 und 2011 jeweils eine Partie. Dabei war er in seiner ersten U-21-Partie am 16. November 2010 gegen Russland mit 18 Jahren der jüngste Spieler im gesamten Kader.

## Titel
- Coupe Gambardella 2011
- Afrika-Cup-Sieger: 2022